# The Hollow Crown
The Hollow Crown es una serie de televisión británica del género drama, estrenada el 30 de junio del 2012 por medio de las cadenas BBC Two y PBS. En España se estrenó la segunda temporada en el canal La 2, con el título de La corona vacía: Las guerras de las Dos Rosas.
La serie ha contado con la participación de actores invitados como Pip Torrens, Geoffrey Palmer, David Bamber, Lambert Wilson, Robert Pugh, Toby Sebastian, Shonn Gregory, Mark Tandy, Josef Altin, Simon Armstrong, entre otros...

## Sinopsis
El primer ciclo de la serie es una adaptación de la segunda tetralogía histórica: Ricardo II, Enrique IV (Parte I), Enrique IV (Parte II) y Enrique V. El segundo ciclo estará basado en la primera tetralogía de Shakespeare: Enrique VI (Parte I), Enrique VI (Parte II), Enrique VI (Parte III) y Ricardo III. 

## Personajes

### The Hollow Crown: The Wars of the Roses (2016)

#### Personajes principales
| Actor                    | Personaje                                               | N.º de episodios | Año  |
| ------------------------ | ------------------------------------------------------- | ---------------- | ---- |
| Benedict Cumberbatch     | Ricardo III de Inglaterra                               | 2                | 2016 |
| Judi Dench Lucy Robinson | Cecily, duquesa de York (adulta) Cecily Neville (joven) | 1 2              | 2016 |
| Michael Gambon           | Edmundo Mortimer, V conde de la Marca                   | 1                | 2016 |
| Sophie Okonedo           | Reina Margaret de Anjou                                 | 3                | 2016 |
| Hugh Bonneville          | Humphrey, duque de Gloucester                           | 1                | 2016 |
| Sally Hawkins            | Eleanor, duquesa de Gloucester                          | 1                | 2016 |
| Tom Sturridge            | Enrique VI de Inglaterra                                | 3                | 2016 |
| Adrian Dunbar            | Ricardo de York, III duque de York                      | 2                | 2016 |
| Stuart McQuarrie         | Vernon                                                  | 2                | 2016 |
| Samuel West              | Obispo de Winchester                                    | 1                | 2016 |
| Stanley Townsend         | Richard Neville, conde de Warwick                       | 2                | 2016 |
| Anton Lesser             | Thomas Beaufort, duque de Exeter                        | 3                | 2016 |
| Ben Miles                | Edmund Beaufort, II duque de Somerset                   | 2                | 2016 |
| Jason Watkins            | William de la Pole, I duque de Suffolk                  | 2                | 2016 |
| Philip Glenister         | John Talbot, I conde de Shrewsbury                      | 1                | 2016 |
| Keeley Hawes             | Reina Elizabeth Woodville                               | 2                | 2016 |
| Geoffrey Streatfeild     | Eduardo IV de Inglaterra                                | 2                | 2016 |
| Sam Troughton            | George Plantagenet, 1er. duque de Clarence              | 2                | 2016 |
| Kyle Soller              | John Clifford, IX barón de Clifford                     | 1                | 2016 |
| Ben Daniels              | Humphrey Stafford, 1er. duque de Buckingham             | 2                | 2016 |
| Phoebe Fox               | Reina Anne Neville                                      | 2                | 2016 |
| James Fleet              | William Hastings, 1er. barón Hastings                   | 2                | 2016 |
| Andrew Scott             | Rey Luis XI de Francia                                  | 1                | 2016 |
| Luke Treadaway           | Rey Enrique VII de Inglaterra                           | 1                | 2016 |
| Laura Frances-Morgan     | Juana de Arco                                           | 1                | 2016 |

#### Personajes recurrentes
| Actor                          | Personaje                                        | N.º de episodios | Año  |
| ------------------------------ | ------------------------------------------------ | ---------------- | ---- |
| John Mackay                    | Brakenbury                                       | 3                | 2016 |
| Barney Harris Archie Bradfield | Príncipe Ned (de adulto) Príncipe Ned (de joven) | 2 1              | 2016 |
| Al Weaver                      | Rivers                                           | 2                | 2016 |
| Jamie Lee-Hill                 | Guardia del Rey                                  | 3                | 2016 |
| Alan David                     | Obispo de Ely                                    | 2                | 2016 |
| Matthew Needham                | Basset                                           | 2                | 2016 |
| Jo Stone-Fewings               | Lord Stanley                                     | 2                | 2016 |
| Isaac Andrews                  | Príncipe Richard                                 | 1                | 2016 |
| Max Bennett                    | John Talbot                                      | 1                | 2016 |
| Mac Pietowski                  | Conde de Salisbury                               | 1                | 2016 |
| Angus Imrie                    | Edmund, Conde de Rutland                         | 1                | 2016 |
| Madison Lygo                   | Princesa Elizabeth                               | 1                | 2016 |
| Caspar Morley                  | Principe Edward                                  | 1                | 2016 |
| David Troughton                | Duque de Anjou                                   | 1                | 2016 |
| Samuel Valentine               | Richard Grey                                     | 1                | 2016 |

### The Hollow Crown (2012)

#### Personajes principales
| Actor                          | Personaje                                                | N.º de episodios | Duración |
| ------------------------------ | -------------------------------------------------------- | ---------------- | -------- |
| Tom Hiddleston                 | Rey Enrique V de Inglaterra                              | 3                | 2012     |
| Jeremy Irons Rory Kinnear      | Rey Enrique IV de Inglaterra Henry Bolingbroke           | 2 1              | 2012     |
| Ben Whishaw                    | Rey Ricardo II de Inglaterra                             | 1                | 2012     |
| Clémence Poésy                 | Isabel de Valois                                         | 1                | 2012     |
| David Suchet                   | Edmund de Langley, 1er. duque de York                    | 1                | 2012     |
| Patrick Stewart                | John de Gaunt, duque de Lancaster                        | 1                | 2012     |
| Alun Armstrong David Morrissey | Henry Percy, Conde de Northumberland                     | 2 1              | 2012     |
| Tom Hughes Patterson Joseph    | Edward de Norwich, 2do. duque de York                    | 1                | 2012     |
| James Purefoy                  | Thomas Mowbray, duque de Norfolk                         | 1                | 2012     |
| Lindsay Duncan                 | Joan Holland, duquesa de York                            | 1                | 2012     |
| Simon Russell Beale            | Sir John Falstaff                                        | 3                | 2012     |
| Julie Walters                  | Mistress Quickly                                         | 3                | 2012     |
| Henry Faber                    | Príncipe John de Lancaster, 1er. duque de Bedford        | 2                | 2012     |
| Michelle Dockery               | Lady Elizabeth "Kate" Percy                              | 2                | 2012     |
| Joe Armstrong                  | Sir Henry "Hotspur" Percy                                | 1                | 2012     |
| Stanley Weber                  | Carlos, Duque de Orleans                                 | 1                | 2012     |
| David Hayman                   | Thomas Percy, 1er. Conde de Worcester                    | 1                | 2012     |
| Geoffrey Palmer                | William Gascoigne, Señor Presidente del Tribunal Supremo | 1                | 2012     |
| Anton Lesser                   | Thomas Beaufort, duque de Exeter                         | 1                | 2012     |
| Jérémie Covillault             | Montjoy                                                  | 1                | 2012     |
| Lambert Wilson                 | Rey Carlos VI de Francia                                 | 1                | 2012     |
| Mélanie Thierry                | Catalina de Valois                                       | 1                | 2012     |
| Edward Akrout                  | Louis, el Delfín y duque de Guyenne                      | 1                | 2012     |
| Geraldine Chaplin              | Alice                                                    | 1                | 2012     |
| David Bamber                   | Robert Shallow                                           | 1                | 2012     |
| Owen Teale                     | Capitán Fluellen                                         | 1                | 2012     |
| John Hurt                      | Coro                                                     | 1                | 2012     |

#### Personajes recurrentes
| Actor              | Personaje               | N.º de episodios | Año  |
| ------------------ | ----------------------- | ---------------- | ---- |
| Will Attenborough  | Gloucester              | 2                | 2012 |
| Ian Conningham     | Peto                    | 2                | 2012 |
| Paul Ritter        | Pistol                  | 2                | 2012 |
| Maxine Peake       | Doll Tearsheet          | 2                | 2012 |
| Dominic Rowan      | Coleville               | 2                | 2012 |
| David Bradley      | El Gardener             | 1                | 2012 |
| Richard Bremmer    | Abad de Westminster     | 1                | 2012 |
| Tom Goodman-Hill   | Sir Stephen Scroop      | 1                | 2012 |
| Niamh Cusack       | Lady Northumberland     | 1                | 2012 |
| Harry Lloyd        | Edmund Mortimer         | 1                | 2012 |
| Ferdinand Kingsley | Sir John Bushy          | 1                | 2012 |
| David Morrissey    | Conde de Northumberland | 1                | 2012 |

## Episodios
El primer ciclo de la serie estrenado en el 2012 fue llamado "The Hollow Crown".
Mientras que el segundo ciclo el cual será estrenado en el 2016 recibió el nombre de "The Hollow Crown: The Wars of the Roses".

## Premios y nominaciones
La serie ha recibido 12 nominaciones y ha ganado 7 premios.
| Año  | Categoría                                                               | Premio                         | Nominados (as)                                                     | Resultado |
| ---- | ----------------------------------------------------------------------- | ------------------------------ | ------------------------------------------------------------------ | --------- |
| 2014 | Outstanding Performance by a Male Actor in a Miniseries                 | Actor Award                    | Jeremy Irons                                                       | Nominado  |
| 2014 | Mejor Miniserie                                                         | Critics' Choice TV Award       | The Hollow Crown                                                   | Nominado  |
| 2014 | Mejor Miniserie                                                         | OFTA Television Award          | The Hollow Crown                                                   | Nominado  |
| 2014 | Mejor Actor de Película o Miniserie                                     | OFTA Television Award          | Tom Hiddleston                                                     | Nominado  |
| 2014 | Mejor Actor de Película o Miniserie                                     | OFTA Television Award          | Ben Whishaw                                                        | Nominado  |
| 2014 | Mejor Montaje de Película o Miniserie                                   | OFTA Television Award          | -                                                                  | Nominado  |
| 2014 | Mejor Dirección de Película o Miniserie                                 | OFTA Television Award          | Richard Eyre, Rupert Goold y Thea Sharrock                         | Nominados |
| 2014 | Mejor Guión de Película o Miniserie                                     | OFTA Television Award          | Richard Eyre, Rupert Goold, Ben Power y Thea Sharrock              | Nominados |
| 2013 | Mejor Actor Principal (episodio "Richard II")                           | BAFTA TV Award                 | Ben Whishaw                                                        | Ganó      |
| 2013 | Mejor Actor Secundario (episodio "Henry IV: Part 2")                    | BAFTA TV Award                 | Simon Russell Beale                                                | Ganó      |
| 2013 | Mejor Música Original para Televisión (episodio "Henry IV: Part 1")     | BAFTA TV Award                 | Stephen Warbeck                                                    | Ganó      |
| 2013 | Mejor Sonido: Ficción (episodio "Richard II")                           | BAFTA TV Award                 | Tim Fraser, Adrian Rhodes y Keith Marriner                         | Ganaron   |
| 2013 | Best Diseño de Vestuario (episodio "Richard II")                        | BAFTA TV Award                 | Odile Dicks-Mireaux                                                | Nominado  |
| 2013 | Best Single Drama (episodio "Richard II")                               | BAFTA TV Award                 | Sam Mendes, Pippa Harris, Rupert Goold y Rupert Ryle-Hodges        | Nominados |
| 2013 | Best Single Drama                                                       | RTS Television Award           | Gareth Neame, Carnival Film & Television y Neal Street Productions | Ganaron   |
| 2013 | Best Single Drama                                                       | Broadcasting Press Guild Award | Gareth Neame, Carnival Film & Television y Neal Street Productions | Ganaron   |
| 2013 | Best Single Drama (episodio "Richard II")                               | Broadcasting Press Guild Award | Sam Mendes, Rupert Goold, Pippa Harris y Rupert Ryle-Hodges        | Ganaron   |
| 2012 | Mejor Actor                                                             | Best Cinematography Award      | Ben Whishaw                                                        | Nominado  |
| 2012 | Best Cinematography in a Television Drama (episodio "Henry IV: Part I") | Best Cinematography Award      | Ben Smithard                                                       | Nominado  |

## Producción
La serie es producida por Rupert Ryle-Hodges. Ha contado con la participación de los directores Dominic Cooke, Richard Eyre, Rupert Goold y Thea Sharrock; así como de los escritores Eyre, Goold, Ben Power y Sharrock y de los productores ejecutivos Pippa Harris, Sam Mendes, Gareth Neame y David Horn.
En marzo del 2014 la BBC fijó el 2016 como una fecha tentativa para concluir con el segundo ciclo de la serie titulado "The Hollow Crown: The Wars of the Roses". El segundo ciclo será estrenado en el 2016, fue producido por el mismo equipo del primer ciclo, y dirigida por Dominic Cooke, el exdirector artístico del Royal Court Theatre y ganador del premio Olivier.